# Kasper Stiller
Kasper Stiller (født 16. januar 1988) er en dansk tidligere fodboldspiller. Hans sidste klub var Jammerbugt FC, som han spillede for i perioden 2013-2015, men han har også spillet i klubberne Blokhus FC, FC Hjørring og Viborg FF. Han indstillede sin karriere i maj 2013 efter at have været med til at sikre oprykning til Superligaen med Viborg FF, da han var blevet tilbudt et job uden for fodboldverdenen. I midten af juni 2013 ombestemte Stiller sig og tegnede en toårig kontrakt med sin tidligere klub Jammerbugt FC.

## Karriere

### FC Hjørring
Tidligere spillede han i FC Hjørring, som han skrev kontrakt med i sommeren 2008 efter at have spillet et halvt år på en prøveaftale.

### Blokhus FC
Efter én sæson i FC Hjørring skrev han i 2009 kontrakt med Blokhus FC. Hans aftale med Blokhus blev forlænget i to omgange. Han var således på kontrakt i klubben indtil sommeren 2012.

### Viborg FF
I sommeren 2012 skrev Stiller en to-årig kontrakt med 1. divisionsklubben Viborg FF. Det blev til 10 kampe i første halvsæson for de grønne, men i foråret 2013 gled han længere væk fra holdopstilligen, hvorefter han selv valgte at indstille sin professionelle karriere til fordel for et job uden for fodbolden. 

### Jammerbugt FC
Den 15. juni 2013 blev det offentliggjort, at Stiller havde skrevet under på en toårig med Jammerbugt FC, som han også havde spillet for fra 2009 til 2010.
Ved afslutningen af 2014-15-sæsonen stoppede Stiller divisionskarrieren, da "tiden nu var inde til at job og familie skulle have mere tid, mens fodbolden skulle fylde mindre" (citat af ditvendsyssel.dk).